# El-Hazem FC
Az El-Hazem FC egy szaúd-arábiai labdarúgócsapat, amelynek székhelye Er-Rasz városában található. A klub a szaúd-arábiai első osztályban, a Pro League-ben szerepel. Hazai mérkőzéseit a 8 000 néző befogadására alkalmas El-Hazem Club Stadionban játssza.

## Sikerlista
- First Division League
  - Feljutó (3): 2004–05, 2020–21, 2022–23

- Third Division League
  - Feljutó (1): 1997–98

## További hivatkozások
- Hivatalos honlapja